# Emoia rufilabialis
Emoia rufilabialis là một loài thằn lằn trong họ Scincidae. Loài này được Mccoy & Webber mô tả khoa học đầu tiên năm 1984.